# FORU Oceania Cup 2011
FORU Oceania Cup 2011 (in inglese 2011 FORU Oceania Cup) fu la 6ª edizione della Coppa d'Oceania di rugby a 15 organizzata da Federation of Oceania Rugby Union.
Il torneo si tenne in Papua New Guinea al Lloyd Robson Oval di Port Moresby.
Vi presero parte quattro squadre in un girone di sola andata dal 29 novembre al 3 dicembre 2011.
Vincitrice la selezione di casa della Papua Nuova Guinea al suo terzo titolo.

## Incontri
| Port Moresby 29 novembre 2011 | Niue | 19 – 22 | Isole Salomone | Lloyd Robson Oval |

| Port Moresby 29 novembre 2011 | Papua Nuova Guinea | 78 – 3 | Vanuatu | Lloyd Robson Oval |

| Port Moresby 1º dicembre 2011 | Niue | 32 – 15 | Vanuatu | Lloyd Robson Oval |

| Port Moresby 1º dicembre 2011 | Isole Salomone | 15 – 33 | Papua Nuova Guinea | Lloyd Robson Oval |

| Port Moresby 3 dicembre 2011 | Vanuatu | 20 – 48 | Isole Salomone | Lloyd Robson Oval |

| Port Moresby 3 dicembre 2011 | Papua Nuova Guinea | 26 – 7 | Niue | Lloyd Robson Oval |

### Classifica
|  | Classifica         | G | V | N | P | PF  | PS  | diff. | BM | BS | PT |
|  | ------------------ | - | - | - | - | --- | --- | ----- | -- | -- | -- |
|  | Papua Nuova Guinea | 3 | 3 | 0 | 0 | 137 | 25  | +112  | 3  | 0  | 15 |
|  | Isole Salomone     | 3 | 2 | 0 | 1 | 85  | 72  | +13   | 2  | 0  | 10 |
|  | Niue               | 3 | 1 | 0 | 2 | 58  | 63  | -5    | 1  | 1  | 6  |
|  | Vanuatu            | 3 | 0 | 0 | 3 | 38  | 158 | -120  | 0  | 0  | 0  |